# Nephele monostigma
Nephele monostigma là một loài bướm đêm thuộc họ Sphingidae. Nó được tìm thấy ở highland forests in the Cameroon, Uganda và Kenya.
Chiều dài cánh trước là 30–32 mm. Nó rất giống với Nephele lannini, nhưng hơi nhỏ hơn, cánh hẹp hơn.